# Every Good Boy Deserves Favour (album)
Every Good Boy Deserves Favour is het 8e muziekalbum van The Moody Blues, en het 6e in de succesvolle samenstelling.

## Opnames en productie
Op het album is de Mellotron bijna verdrongen door onder meer de Moog. Als introductie wordt hier voor het eerst elektronisch slagwerk gebruikt; echter bij het toeren bleek dat instrument zo te storen met de lichtinstallatie dat het snel achterwege werd gelaten.
Voordat het album werd opgenomen, vond de tournee plaats voor A Question of Balance; daarbij brak Thomas twee tenen en zijn dwarsfluit tijdens een val en Pinder kreeg last van poliepen op zijn stembanden. Het vele toeren en dan weer een plaat opnemen kreeg een grote impact op de composities, met name op die van Pinder.
Het album begint met de roep "Desolation, Creation, Communication". Het openingsnummer "Procession" is de enige gezamenlijke compositie op het album. Met "Procession" trachtte de band een verkorte weergave van de muziekgeschiedenis te vertellen. Befaamd zijn de bliksemgeluiden, die toen voor het eerst via elektronische weg voortgebracht konden worden. De woorden komen ook terug in "One More Time to Live", een vraagstelling bij de menselijke evolutie met sociale en milieuproblemen. Ook de teksten van de daaropvolgende nummers worden somberder, behalve dan "Emily's Song" - door John Lodge geschreven voor zijn dochter - en "Nice to Be Here" waarvoor Ray Thomas inspiratie putte uit zijn fascinatie voor de natuur en de kinderboeken van Beatrix Potter.

## Tracklist
| Nr. | Titel                  | Duur |
| --- | ---------------------- | ---- |
| 1.  | Procession             | 4:40 |
| 2.  | The Story in Your Eyes | 2:57 |
| 3.  | Our Guessing Game      | 3:34 |
| 4.  | Emily's Song           | 3:41 |
| 5.  | After You Came         | 4:37 |
| 6.  | One More Time to Live  | 5:41 |
| 7.  | Nice to Be Here        | 4:24 |
| 8.  | You Can Never Go Home  | 4:14 |
| 9.  | My Song                | 6:20 |

| Nr. | Titel                                     | Duur |
| --- | ----------------------------------------- | ---- |
| 10. | The Story in Your Eyes (originele versie) | 3:30 |
| 11. | The Dreamer                               | 3:55 |

## Personeel
- Justin Hayward - zang, gitaren;
- John Lodge - zang, basgitaar, cello (laatste fraai te horen in "My Song");
- Ray Thomas - zang, blaasinstrumenten;
- Mike Pinder - zang, toetsen;
- Graeme Edge - drums.

- MusicBrainz release group: 29e6cb66-b7ce-35bc-84a0-180f1c941d5f
- MusicBrainz work: 0a10fb78-deee-4175-99b7-a15c47a8b1e1